# Biùtiful cauntri
Pour plus de détails, voir Fiche technique et Distribution.
Biùtiful cauntri est un documentaire italien réalisé en 2007 par Esmeralda Calabria, Andrea D'Ambrosio et Peppe Ruggiero. 

## Synopsis
Le film aborde la question de « l'urgence des déchets » et de la pollution en Campanie, se focalisant sur les problèmes des décharges illégales, de l'écomafia et des conséquences de la pollution sur l'élevage, en particulier des moutons, et sur l'agriculture. Il fournit enfin des indices sur le chiffre d'affaires généré dans l'élimination illégales des déchets.
Il a été présenté en novembre 2007 au Festival du film de Turin, où il a été récompensé par une mention spéciale, puis est sorti le 7 mars 2008 dans dix salles italiennes. Le 15 juillet 2008, le film est sorti dans les salles françaises, où il a reçu des critiques très positives du quotidien Le Monde.
Le DVD est édité avec un livre de quatre-vingt-dix pages dans la collection Senza Filtro chez Rizzoli.

## Fiche technique
- Titre : Biùtiful cauntri
- Réalisation : Esmeralda Calabria, Andrea D'Ambrosio et Peppe Ruggiero
- Langue : italien
- Genre : Documentaire
- Durée :
- Dates de sortie :
  -  Italie : 7 mars 2008
  -  France : 15 juillet 2008

## Divers
Ce sont les environs de la ville d'Acerra, proche de Naples, qui ont été choisis pour illuster le propos, particulièrement à travers la personne de Raffaele Del Giudice, responsable pour la Campanie d'une association environnementale baptisée Legambiente, apolitique, créée en 1980, l'une des associations écologiques les plus importantes d'Italie.